# Urko González
Pour les articles homonymes, voir González.
Urko González de Zárate ou plus simplement Urko González, né le 20 mars 2001 à Vitoria-Gasteiz en Espagne, est un footballeur espagnol qui évolue au poste de défenseur central ou de milieu de terrain au RCD Espanyol, en prêt de la Real Sociedad.

## Biographie

### En club
Né à Vitoria-Gasteiz en Espagne, Urko González est formé par la Real Sociedad. Il fait ses débuts senior lors de la saison 2018-2019 avec l'équipe C (en). Le 1er juillet 2020 il prolonge son contrat jusqu'en juin 2024 et promu avec l'équipe B.
Il joue son premier match en équipe première le 20 septembre 2020, lors d'une rencontre de championnat face au Real Madrid. Il entre en jeu à la place d'Ander Guevara et les deux équipes se neutralisent (0-0),.
Le 28 février 2021, González prolonge son contrat avec son club formateur jusqu'en juin 2026. Sous la direction de Xabi Alonso, Urko González participe à la montée de l'équipe B en deuxième division espagnole à l'issue de la saison 2020-2021.
Le 23 janvier 2025, González est prêté jusqu'au mois de juin au RCD Espanyol, club catalan ayant retrouvé la Liga au début de la saison.

### En sélection
Appelé avec l'équipe d'Espagne espoirs en octobre 2021, Urko González doit finalement déclarer forfait en raison d'une blessure. Il est alors remplacé par José Fontán. Il connait la même mésaventure en novembre de la même année.
González joue son premier match avec les espoirs le 7 juin 2022, contre Malte. Il est titularisé et son équipe s'impose par sept buts à un.

## Statistiques
Le tableau ci-dessous retrace la carrière de Urko González de Zarate depuis ses débuts :
| Saison                | Club                  | Championnat           | Championnat | Championnat | Coupe(s) nationale(s) | Coupe(s) nationale(s) | Compétition(s) continentale(s) | Compétition(s) continentale(s) | Compétition(s) continentale(s) | Autres compétitions | Autres compétitions | Autres compétitions | Total | Total |
| Saison                | Club                  | Division              | M.          | B.          | M.                    | B.                    | Comp.                          | M.                             | B.                             | Comp.               | M.                  | B.                  | M.    | B.    |
| 2018-2019             | Real Sociedad C (en)  | Tercera División      | 1           | 0           | -                     | -                     | -                              | -                              | -                              | -                   | -                   | -                   | 1     | 0     |
| 2019-2020             | Real Sociedad C (en)  | Tercera División      | 21          | 0           | -                     | -                     | -                              | -                              | -                              | -                   | -                   | -                   | 21    | 0     |
| Sous-total            | Sous-total            | Sous-total            | 22          | 0           | -                     | -                     | -                              | -                              | -                              | -                   | -                   | -                   | 22    | 0     |
| 2020-2021             | Real Sociedad B       | Segunda División B    | 15          | 0           | -                     | -                     | -                              | -                              | -                              | BR                  | 2                   | 0                   | 17    | 0     |
| 2021-2022             | Real Sociedad B       | Segunda División      | 35          | 0           | -                     | -                     | -                              | -                              | -                              | -                   | -                   | -                   | 35    | 0     |
| 2022-2023             | Real Sociedad B       | Primera Federación    | 23          | 0           | -                     | -                     | -                              | -                              | -                              | BR                  | 2                   | 0                   | 25    | 0     |
| Sous-total            | Sous-total            | Sous-total            | 73          | 0           | -                     | -                     | -                              | -                              | -                              | -                   | 4                   | 0                   | 77    | 0     |
| 2020-2021             | Real Sociedad         | Liga                  | 2           | 0           | -                     | -                     | C3                             | -                              | -                              | -                   | -                   | -                   | 2     | 0     |
| 2021-2022             | Real Sociedad         | Liga                  | -           | -           | -                     | -                     | C3                             | -                              | -                              | -                   | -                   | -                   | 0     | 0     |
| 2022-2023             | Real Sociedad         | Liga                  | -           | -           | -                     | -                     | C3                             | 1                              | 0                              | -                   | -                   | -                   | 1     | 0     |
| 2023-2024             | Real Sociedad         | Liga                  | 5           | 0           | 3                     | 0                     | C1                             | -                              | -                              | -                   | -                   | -                   | 8     | 0     |
| 2024-2025             | Real Sociedad         | Liga                  | 1           | 0           | 2                     | 0                     | C3                             | 1                              | 0                              | -                   | -                   | -                   | 4     | 0     |
| Sous-total            | Sous-total            | Sous-total            | 8           | 0           | 5                     | 0                     | -                              | 2                              | 0                              | -                   | -                   | -                   | 15    | 0     |
| 2024-2025             | RCD Espanyol (prêt)   | Liga                  | 0           | 0           | -                     | -                     | -                              | -                              | -                              | -                   | -                   | -                   | 0     | 0     |
| Total sur la carrière | Total sur la carrière | Total sur la carrière | 103         | 0           | 5                     | 0                     | -                              | 2                              | 0                              | -                   | 4                   | 0                   | 114   | 0     |